# Schultenhof

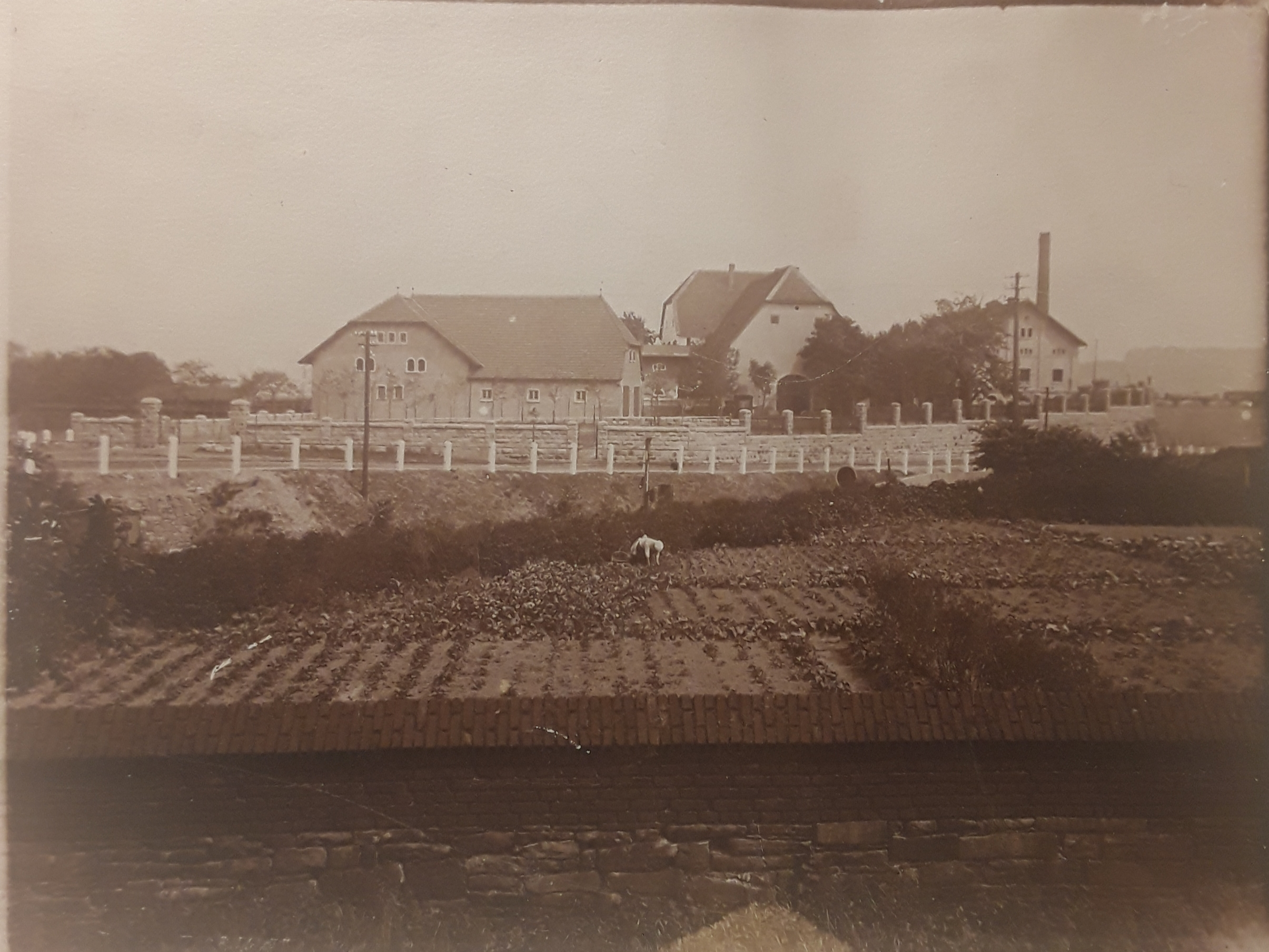
Schultenhof Bathey

Ein Schultenhof ist eine ausschließlich in Westfalen vorkommende Sonderform eines ländlichen Anwesens.

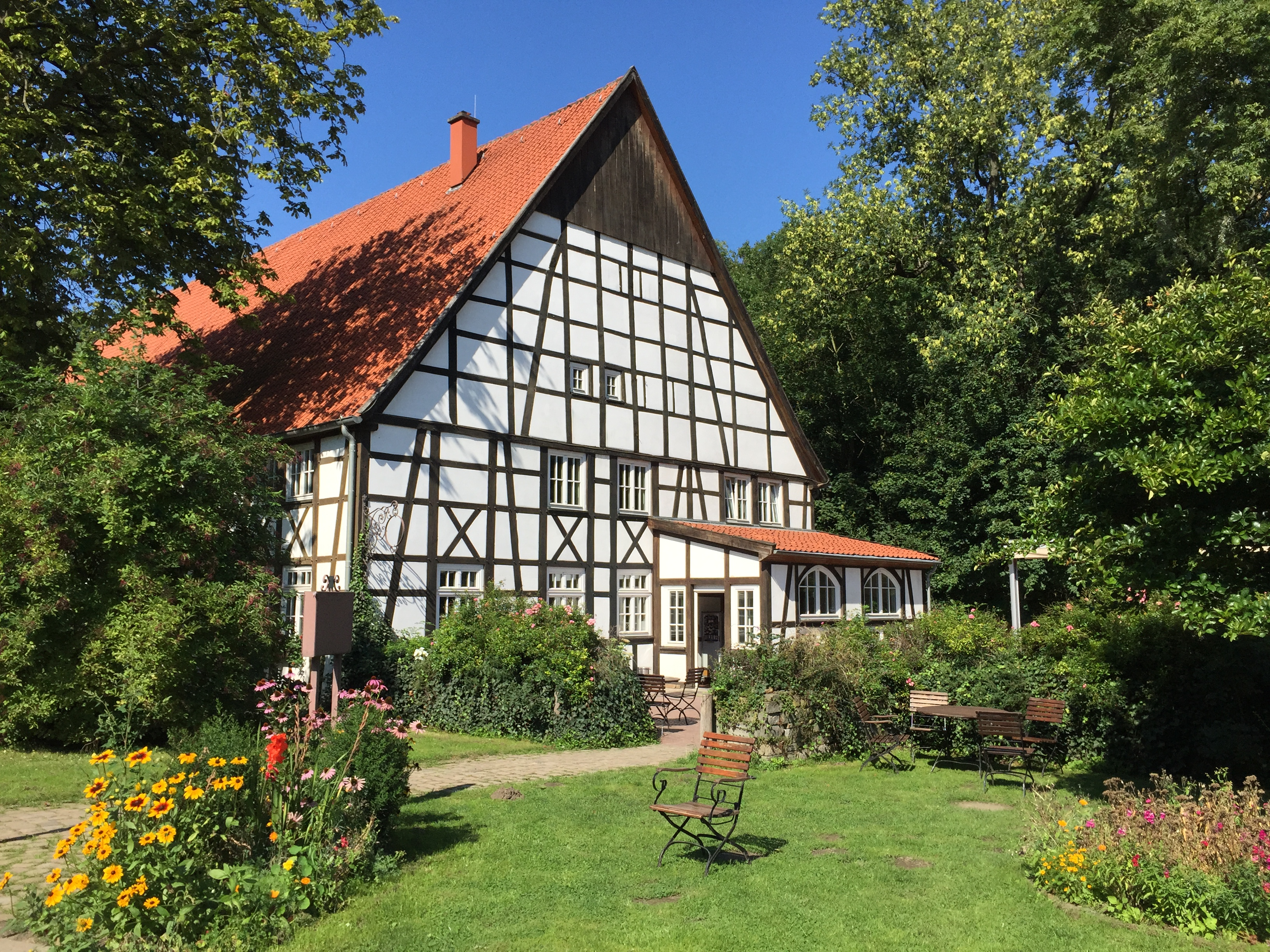
Schultenhof Renninghausen

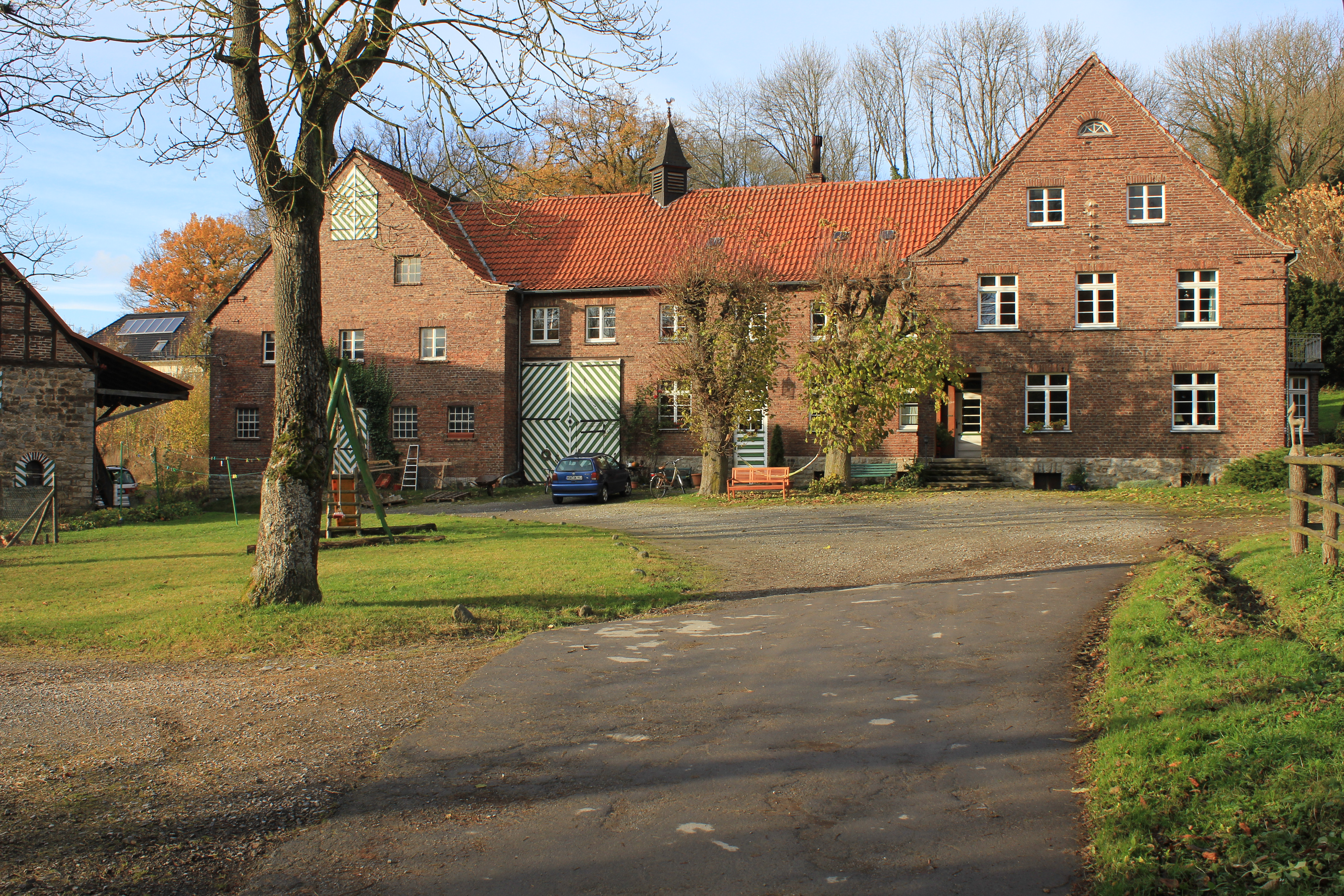
Schultenhof Illingheim

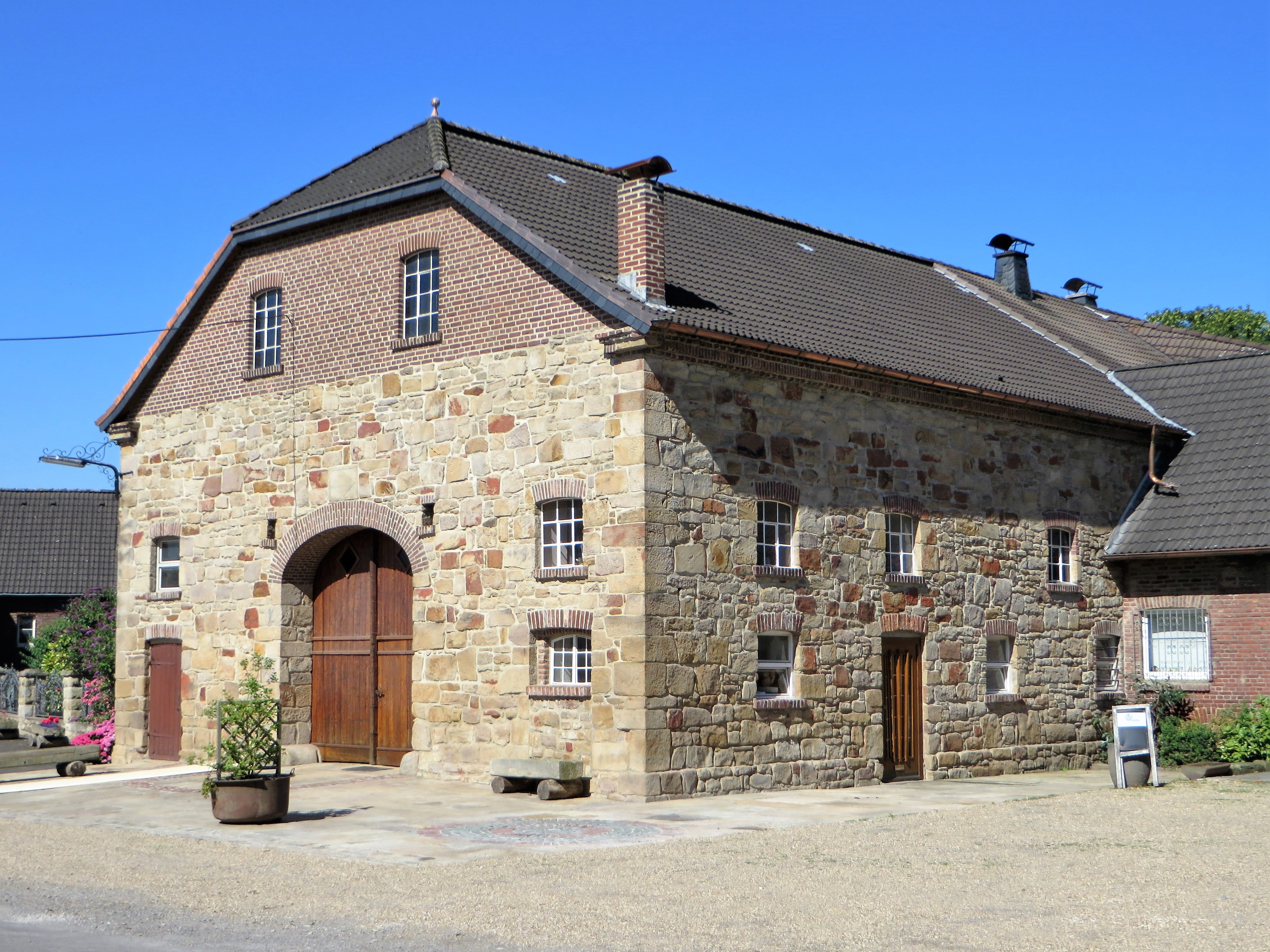
Schultenhof Garenfeld

Als Schulte wurden im hohen Mittelalter die vom Grundherrn eingesetzten Besitzer großer Haupthöfe bezeichnet. Es gehörte zu ihren Aufgaben, die Natural- und Geldabgaben der umliegenden kleineren Höfe einzuziehen. Schultenfamilien gehörten zur ländlichen Oberschicht; entsprechend opulent und kostbar ausgestattet waren ihre Gehöfte. In manchen Gegenden finden sich bis zu 40 m lange Hallenhäuser, die Wohnung, Stallungen und Scheune unter einem Dach vereinigen.
Die Geschichte dieser Anwesen lässt sich vielfach bis zu 1000 Jahren zurückverfolgen.
Im Münsterland waren Schultenhöfe häufig wie eine Wasserburg von einer Gräfte umgeben und werden entsprechend auch als Gräftenhöfe bezeichnet.

## Beispiele
- Schultenhof Marxloh
- Schultenhof Renninghausen
- Schultenhof Kirchlinde
- Schultenhof Bathey
- Schulte Steinhorst in Ascheberg (Gräftenhof)[1]
- Schulte Aldrup in Greven